# Laurel und Hardy: Frischer Fisch
Towed in a Hole (deutsche Filmtitel: Frischer Fisch / Schiff mit kleinen Löchern / Dick und Doof kaufen ein Schiff) ist eine US-amerikanische Kurzfilm-Komödie des Komikerduos Laurel und Hardy.

## Handlung
Mit ihrem Wagen fahren Stan und Ollie durch die Stadt und verkaufen mit einer Trompete lautstark Fische, die sie zuvor auf dem Markt gekauft haben. Ihr Geschäft verläuft ausnahmsweise sogar einigermaßen erfolgreich, doch hat Stan noch eine Idee, wie sie ihren Gewinn weiter vergrößern könnten: Wenn sie die Fische selbst fangen würden, so hätten sie am Ende den ganzen Profit. Ollie ist so begeistert von Stans Idee, dass sie sich beide ein abgehalftertes Boot kaufen. Laut dem Verkäufer sind nur ein paar Löcher das Problem, die noch geflickt werden müssen. Daher lassen Stan und Ollie das Boot mit Wasser volllaufen, sodass sie die Löcher sehen können. Das Reparieren des Bootes wird durch Stan und Ollies Tollpatschigkeit stark behindert, was insbesondere Ollie zu spüren bekommt, der etliche Male vom Boot fällt oder nassgemacht wird. Als das Boot endlich fertig ist, geht die ganze Sache schief: Sie setzen das Segel, woraufhin das Schiff davonrollt und zerschellt. Aus der Ruine des Schiffes zieht Stan zuletzt glücklich seine noch funktionstüchtige Trompete heraus.

## Hintergrund
Der Film ist fast eine Solo-Show von Laurel und Hardy: Bis auf einen nur wenige Sekunden dauernden Kurzauftritt von Billy Gilbert kommen nur sie im Film vor. Auch spielen alle Szenen bis auf die erste auf dem Schrottplatz, wo das noch funktionsunfähige Schiff steht. Towed in a Hole wurde zwischen dem 1. und 10. November 1932 gedreht, als Regisseur fungierte George Marshall, der ebenfalls am Drehbuch beteiligt war.

## Synchronfassungen
Es existieren drei deutsche Synchronfassungen, in denen Stan jeweils von Walter Bluhm gesprochen wird. Die erste entstand 1956 bei der Elite-Film in Berlin.
Die zweite Synchronfassung wurde 1960 bei der Beta-Technik in München hergestellt, die Synchronregie übernahm Manfred R. Köhler, das Dialogbuch kam von Wolfgang Schick.
Die dritte Synchronfassung entstand 1968 unter Leitung von Franz-Otto Krüger bei der Berliner Synchron.
| Rolle                | Schauspieler  | 1. Fassung (1956)   | 2. Fassung (1960) | 3. Fassung (1968)  |
| -------------------- | ------------- | ------------------- | ----------------- | ------------------ |
| Stan                 | Stan Laurel   | Walter Bluhm        | Walter Bluhm      | Walter Bluhm       |
| Ollie                | Oliver Hardy  | Herbert A. E. Böhme | Arno Paulsen      | Gerd Duwner        |
| Schiffsverkäufer Joe | Billy Gilbert | ???                 | Michael Gahr      | Klaus Sonnenschein |